# アンヘル・サラガ

『女と人形』アンヘル・サラガ

アンヘル・サラガ（Ángel Zárraga、1886年8月16日 – 1946年9月22日）は、メキシコのモダニズムの画家である。

## 略歴
メキシコ北部のドゥランゴで医師の息子に生まれた。メキシコシティーの名門高校（Escuela Nacional Preparatoria）で学んだ後、メキシコシティーの美術学校(Academia de San Carlos)で学んだ。メキシコシティーの文化運動「 El Ateneo de la Juventud（若者の文芸協会）」の設立メンバーの一人となった。1904年に家族の支援でスペイン、イタリア、フランスに留学した。ブリュッセルの美術アカデミーで学び、1906年にはプラド美術館で開かれた展覧会に作品を出展した。1907年にメキシコに帰国し、メキシコシティーの美術学校の展覧会に参加し、1909年はヴェネツィア・ビエンナーレやフィレンツェの展覧会に出展した。
1911年からはフランスに移り、第一次世界大戦のはじめにメキシコに戻るが、フランスで活動することになった。1921年以降はセザンヌやジョット・ディ・ボンドーネなどに興味を持ち、壁画の制作をはじめ、ルネ・フィリポンのChâteau de Vert-Cœurやパリ国際大学やパリのメキシコ大使館などに壁画を描いた。パリやアメリカの展覧会に出展した。恐慌でパトロンを失うなどした後、第2次世界大戦が始まると1941年にメキシコに帰国し、メキシコでも壁画を制作した。
サラガは肺炎で死去した。デュランゴにある現代美術館は彼に因んだ名前が付けられている。

## 作品

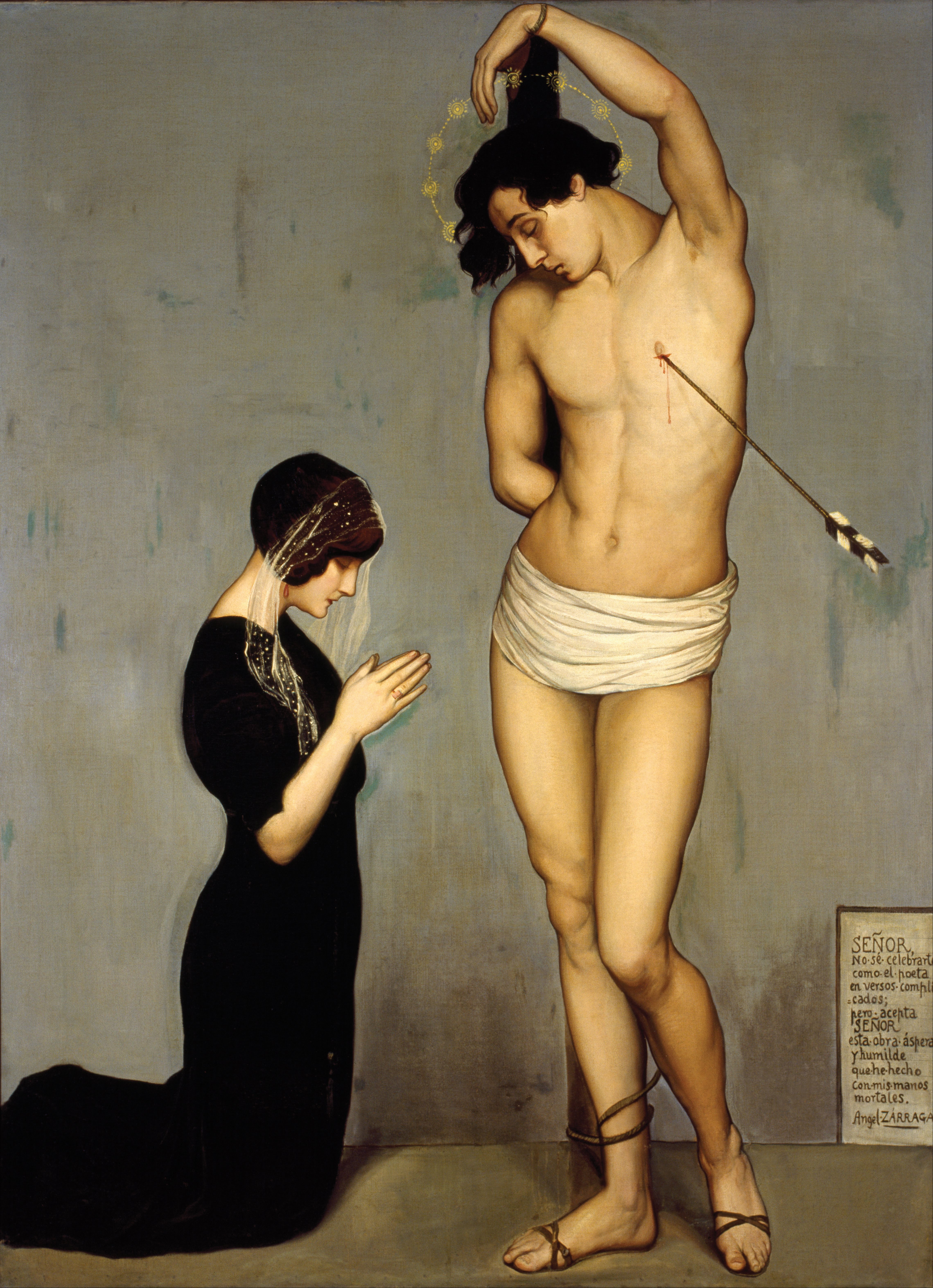
Votive Offering (Saint Sebastian)(1912) メキシコ国立美術館 蔵
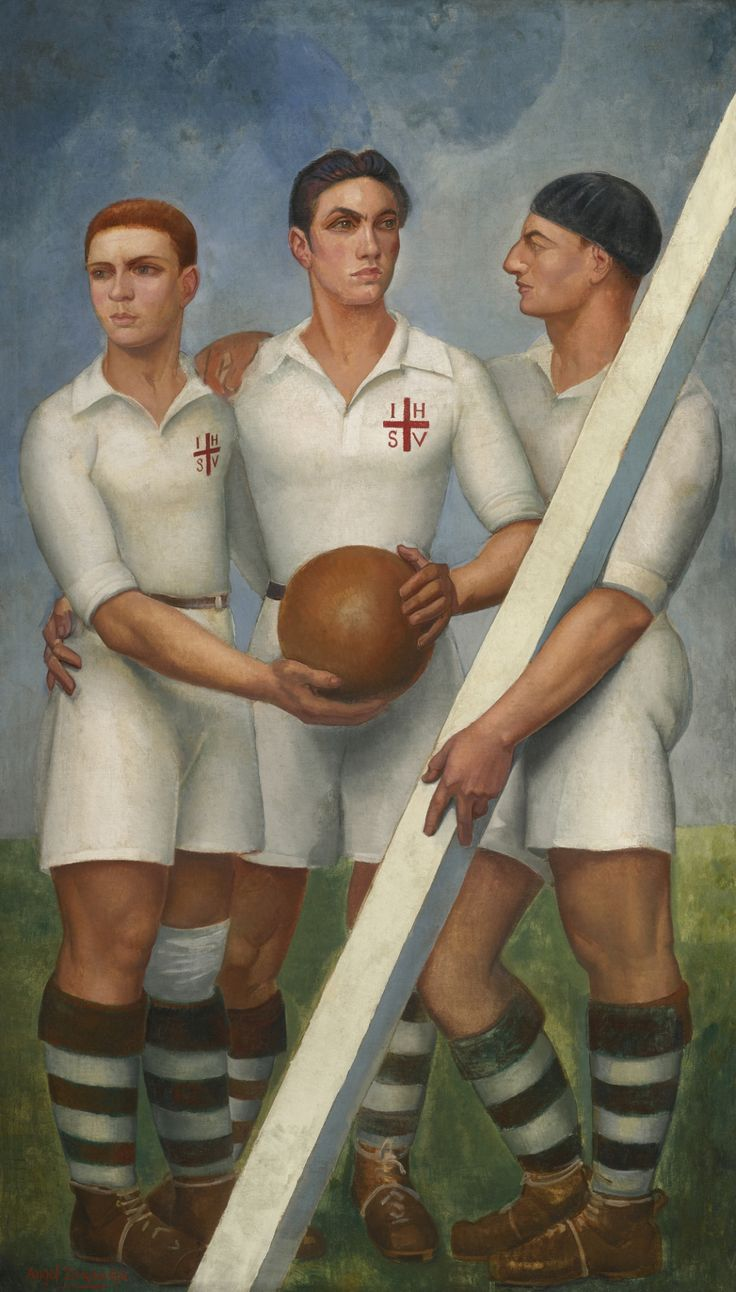
Three players with beret (1923)
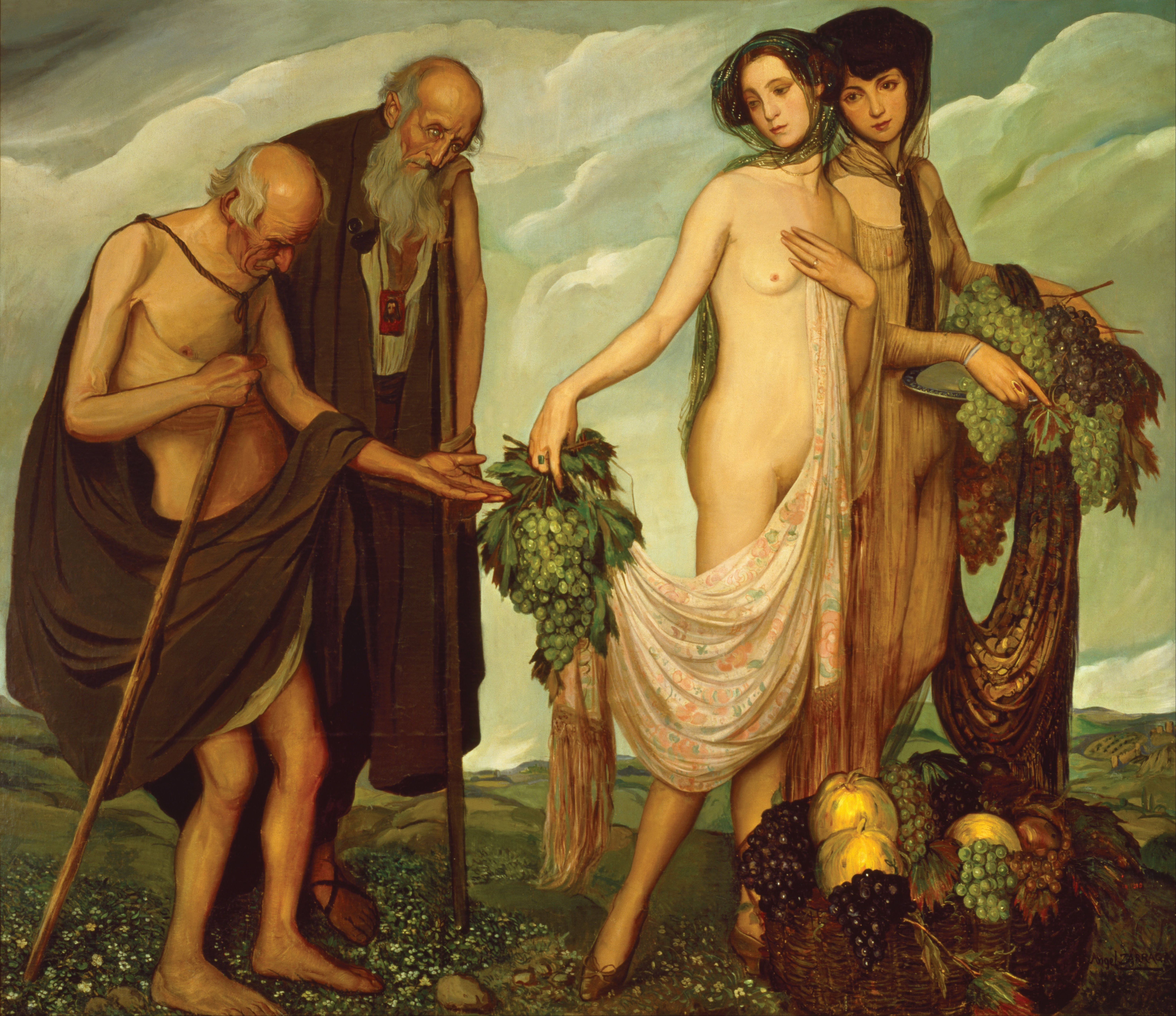
The Gift(1910) メキシコ国立美術館 蔵